# Guaramirim

Guaramirim este un oraș în Santa Catarina (SC), Brazilia.
1. ↑   https://www.mapcoordinates.net/de Lipsește sau este vid: |title= (ajutor)